# Fox Roost
 Coordenadas : formato inválido

Fox Roost é uma cidade localizada na província canadense de Terra Nova e Labrador.